# Edo Ophof
Edo Ophof (n. Rhenen, 21 de mayo de 1959) es un exfutbolista neerlandés que jugaba en la demarcación de defensa.

## Selección nacional
Jugó un total de quince partidos con la selección de fútbol de los Países Bajos. Hizo su debut el 25 de marzo de 1981 en un partido de clasificación para la Copa Mundial de Fútbol de 1982 contra Francia que finalizó con un resultado de 1-0 a favor del combinado neerlandés. Además disputó la clasificación para la Eurocopa 1984. Su último partido con la selección lo jugó el 16 de octubre de 1985 contra Bélgica, perdiendo los Países Bajos por 1-0 en la clasificación para la Copa Mundial de Fútbol de 1986.

### Goles internacionales
| # | Fecha                   | Estadio                                  | Oponente | Gol | Resultado | Competición                         |
| - | ----------------------- | ---------------------------------------- | -------- | --- | --------- | ----------------------------------- |
| 1 | 14 de abril de 1982     | Philips Stadion, Eindhoven, Países Bajos | Grecia   | 1–0 | 1–0       | Amistoso                            |
| 2 | 19 de diciembre de 1982 | New Tivoli Stadion, Aquisgrán, Alemania  | Malta    | 0-1 | 0-6       | Clasificación para la Eurocopa 1984 |

## Clubes
| Club         | País         | Año       | Partidos | Goles |
| ------------ | ------------ | --------- | -------- | ----- |
| NEC Nijmegen | Países Bajos | 1976-1980 | 65       | 5     |
| AFC Ajax     | Países Bajos | 1980-1988 | 158      | 16    |
| AZ Alkmaar   | Países Bajos | 1988-1989 | 32       | 8     |
| FC Utrecht   | Países Bajos | 1989-1990 | 14       | 0     |

## Palmarés

### Campeonatos nacionales
| Título                   | Club     | País         | Año  |
| ------------------------ | -------- | ------------ | ---- |
| Eredivisie               | AFC Ajax | Países Bajos | 1982 |
| Eredivisie               | AFC Ajax | Países Bajos | 1983 |
| Eredivisie               | AFC Ajax | Países Bajos | 1985 |
| Copa de los Países Bajos | AFC Ajax | Países Bajos | 1983 |
| Copa de los Países Bajos | AFC Ajax | Países Bajos | 1986 |
| Copa de los Países Bajos | AFC Ajax | Países Bajos | 1987 |

### Campeonatos internacionales
| Título                      | Club     | País         | Año  |
| --------------------------- | -------- | ------------ | ---- |
| Recopa de Europa de la UEFA | AFC Ajax | Países Bajos | 1987 |